# バングラデシュ大虐殺 (1971年)
バングラデシュ大虐殺（バングラデシュだいぎゃくさつ、英語: Bangladesh genocide、ベンガル語:এ বাংলাদেশে গণহত্যা）とは、1971年のバングラデシュ独立戦争の際に東パキスタン（現在のバングラデシュ）で発生した大量虐殺である。
背景や経緯はバングラデシュ独立戦争と重複する部分もあるが、ここでは主に民間人への暴力、虐殺という側面から記述する。

## 概要
1947年のインド・パキスタン分離独立によって誕生した「飛び地国家」状態の東西パキスタンは、ムスリムが多数を占める地域という理由でまとめて分離されただけで民族的・文化的に東西は大きく乖離していた。東パキスタンでは、1950年前後のベンガル語国語化運動をはじめとして、住民の多数を占めるベンガル人による民族主義運動の機運が高まっていた。これを抑え込みたい西パキスタン（現在のパキスタン）は、1971年3月26日未明、サーチライト作戦と呼ばれる軍事弾圧を開始、これによりバングラデシュ独立戦争が始まった。戦争はインド軍の介入（第三次印パ戦争）により、同年12月16日、パキスタン側の敗北で終結し、バングラデシュの独立が果たされた。しかし、9か月間にわたる戦争の間に、多数の民間人、主にベンガル人が拷問を受けるなどして虐殺された。パキスタン軍、およびイスラム協会をはじめとする親パキスタン・イスラム主義民兵が殺害した人数は20万から300万人であるとされ、その数には論争がある。また、ベンガル人女性に対する組織的なレイプが行われ、被害者の数は20万から40万人にのぼるとされている。パキスタン側の指導者らは、ベンガル人の女性を「gonimoter maal」（ベンガル語で「公有財産」の意）と称し、こうした行為を追認した。戦争の結果、さらに800万から1000万人、主にヒンドゥー教徒の人々が、東ベンガル難民として国を逃れ、隣国のインドに避難した。また、人口7,000万人のうち最大3,000万人の民間人が国内避難民になったと推定されている。
一方で、インド・パキスタン分離独立後の東パキスタンには主にウルドゥー語を話すイスラム教徒であるビハール人が「取り残されたパキスタン人」として居住していた。マイノリティであったこれらビハール人は独立戦争中、パキスタン側を支持したため、ベンガル人との間で人種間暴力が発生した。ビハール人はベンガル人の暴徒や民兵からの報復攻撃に遭い、1,000人から150,000人が殺害されたとされる。
バングラデシュ独立戦争中に起こったこれらの残虐行為が「国民的、人種的、民族的、宗教的な集団の全部または一部を破壊する意図をもって行われる行為」と定義される「ジェノサイド」にあたるということに関しては学術的に一定のコンセンサスがあり、バングラデシュのほぼすべての主要な出版物や新聞でもこの出来事を表現するため「ジェノサイド」という言葉が使われている。しかし、パキスタン側および一部の学者はジェノサイドであったことを否定している。

## 背景

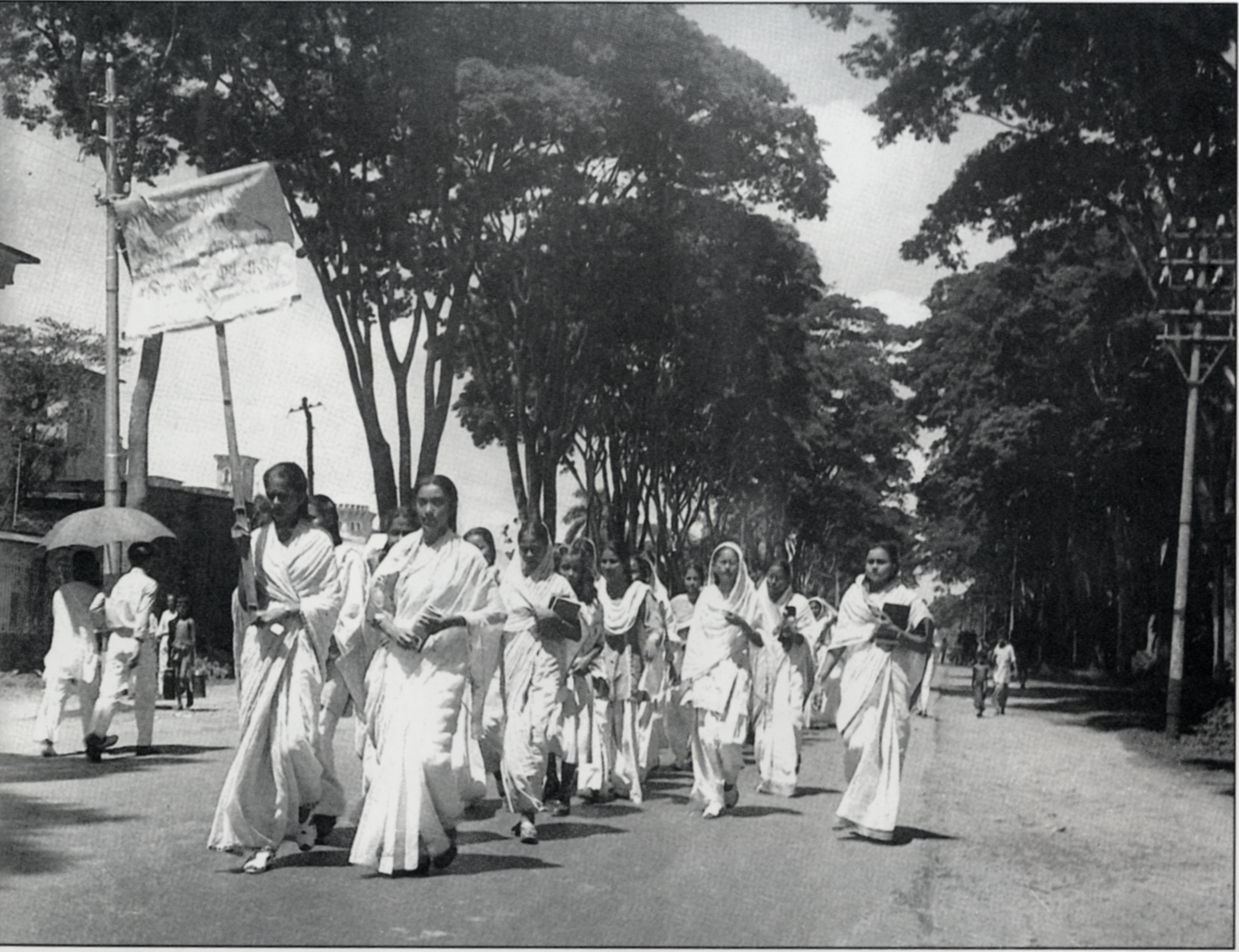
1953年2月21日の言語運動の日に行進するダッカ大学の女子学生

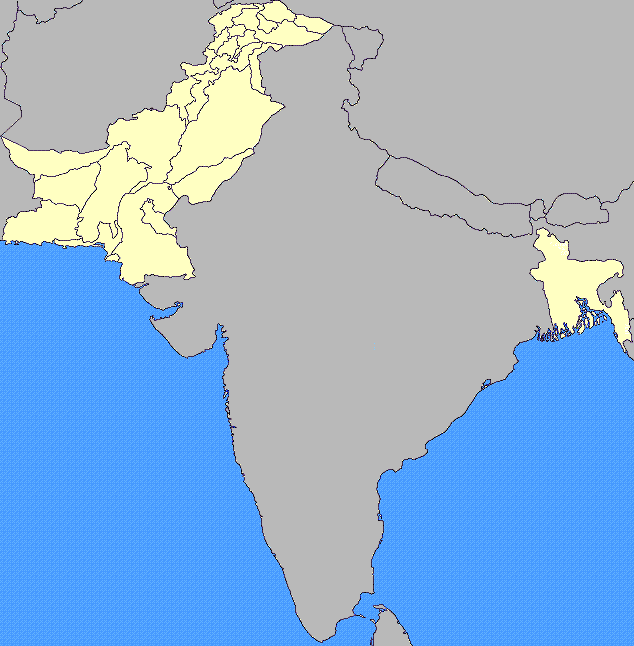
東西に分かれていたパキスタンの領土（1947-1971年）

1947年、インド・パキスタン分離独立によって東西パキスタンが誕生した。しかし国家として地理的には不自然な状態であり、インドの領土1,600キロメートル（1,000マイル）を挟んで東西に、2枚の翼のような形で領土が分かれていた。
東西パキスタンは地理的に離れているだけでなく、人種的・文化的にも乖離していた。東パキスタンには、パキスタンの人口の55%が住んでいた。このうちベンガル人が最も多く、ベンガル人はパキスタン全体で見ても人口の多数を占めていた。東パキスタンでは7,500万人、主にパンジャーブ語を話す西パキスタンには5,500万人のベンガル人が住んでいたと推定されている。宗教的には、東西とも住民の多数を占めていたのはイスラム教徒であったが、西パキスタンの非ムスリム人口が3パーセント弱だったのに対し、東パキスタンでは23パーセントに及んだ。最も多い非ムスリムはヒンドゥー教徒であり、仏教徒、キリスト教徒がこれに続いた。
国政を司る西パキスタンは東側の人々を「二級市民」とみなしており、1971年に東パキスタンにおけるパキスタン軍の司令官を務めたアミール・アブドゥラ・カーン・ニアジは、この地域が低地であることから、東パキスタンを「low-lying land of low-lying people（下等な人間たちの下等な土地）」と呼んだ。東パキスタンのベンガル人ムスリムに対しても、彼らのイスラム教信仰を「劣った不純なもの」と見なし、彼らを「信頼できない同宗者」であると考えていた。このため、西パキスタンの政治家たちは、ベンガル人に対して文化的な同化を強制する戦略をとり始めた。
パキスタン誕生から数か月後の1948年、初代パキスタン総督のムハンマド・アリー・ジンナーは、ウルドゥー語を新国家の公用語とすることを宣言した。しかし当時、ウルドゥー語話者はパキスタンの人口の4%にすぎなかった。ジンナーは、ベンガル語の使用を支持する人々が共産主義者、国賊であるというイメージ付けを行った。政府がベンガル語を第二公用語としても認めなかったことで、ベンガル語国語化運動が沸騰し、与党のパキスタン・ムスリム連盟に代わる政党として東パキスタンで新たに結成されたアワミ連盟への支持が強まった。1952年に東パキスタンの首都ダッカで行われた抗議行動は強制的に解散させられ、数人の抗議者が死亡した。ベンガルの民族主義者はこれらの犠牲者が自分たちの大義のために殉じたと考え、分離独立を求める声が高まっていった。
1965年の第二次印パ戦争では、軍が東パキスタンの防衛に追加の部隊を割り当てなかったことにより、さらなる不満と怒りが生じた。インドが攻撃してきた場合、ベンガル人は自国が無防備な状態に置かれることを懸念したためである。一方で、1958年のクーデターで第2代大統領に就任し独裁体制を敷いていたアユーブ・ハーンは、カシミール地方を手に入れるためには東パキスタンを失うことも厭わないという考えであった。
1970年12月に行われたパキスタンの創設後初の民主的選挙において、シェイク・ムジブル・ラフマン率いるアワミ連盟が、拠点とする東パキスタンを席巻し、東パキスタンで75パーセント、全体でも39パーセントの議席を獲得した（ただし西パキスタンでは1議席も取れなかった）。1970年11月12日に発生したサイクロン「ボーラ」への政府の対応が遅れたことが、この結果をもたらす一因になったと考えられている。東パキスタンでは、この選挙結果によって、それまでに鬱積していた民衆の反パキスタン感情が急速に高まっていった。
ヤヒヤ・カーン大統領は、一旦は新しい国民議会の招集を発表したものの、この対応を不満とするズルフィカール・アリー・ブットーの助言を受け、内閣を解散し、3月1日には議会招集の無期延期を発表、アワミ連盟による政権の形成を妨害した。加えて報道規制、政治活動の禁止、夜間外出禁止令などの措置を含む戒厳令下において、密かに西パキスタンから東パキスタンへの軍備や兵員の輸送を開始した。軍司令官となったヤヒヤ・カーンは2月22日に「300万人ほど殺せば、残りは大人しく我々に従うだろう」と発言したことが報告されている。 3月1日、東パキスタン州知事のサイード・ムハンマド・アーサン、および司令官（GOC）のサヒブザダ・ヤクブ・カーンは、東パキスタンでの軍事行動に反対したため、交代させられた。これらの後任にはタカ派で知られたティッカ・カーン中将が、知事兼司令官として着任し、軍事行動のための準備が進められていった。
これと並行するように、3月1日の国民議会の延期発表に伴って無政府状態となった東パキスタン州内では、主にベンガル人の強硬派による暴動状態が広がっていった。インドの学者サルミラ・ボースによると、3月1日からの25日間は、ベンガル人による非ベンガル人、あるいはパキスタン軍人への攻撃が大勢を占めていたという。ボースや西パキスタンのジャーナリスト、アンソニー・マスカレーニャスの報告によれば、サーチライト作戦が開始される3月26日までは、パキスタン軍人はまだ自制的であった。
ベンガル人の中には、統一されたパキスタンを支持し、分離独立に反対する者もいた。そのような親パキスタンのベンガル人はイスラム政党を含めかなりの少数派であった。ただし、アワミ連盟支持の有権者の中には州単位での自治の実現を望んでいた人も多く、そうした人々は必ずしも分離独立を望んでいなかった可能性がある。さらに、ベンガル人の将校や兵士の中には、パキスタン軍に忠実であり続け、他の西パキスタン兵士と一緒にインドへ捕虜として連行された者もいた。このように、独立派を殺害・迫害した、政権擁護派のベンガル人が少なからずいたと考えられている。
シドニー・シャンバーグは、1971年6月にパキスタン軍によって、武装した民間人部隊が結成されたことを報告している。このうちベンガル人はごく少数で、ほとんどがビハール人やウルドゥー語話者だったという。地元の知識を持った民兵が、パキスタン軍の大量虐殺の実行に重要な役割を果たしたのである。アメリカ人ライターのゲイリー・J・バスは、戦争が起きなければパキスタンの分裂は必ずしも不可避ではなかったと考え、ベンガル人にとっての統一パキスタンの概念の終焉を、1971年3月25日、サーチライト作戦の開始時点に見ている。ジョン・H・ギルによれば、この戦争中、親パキスタン派のベンガル人と独立派のベンガル人との間で二極化が進んでいったが、独立後のバングラデシュの国内政治においてもそうした内部対立は続いているという。

## サーチライト作戦と独立戦争の経緯
「サーチライト作戦（Operation Searchlight）」とは、前述のような背景の中で、東パキスタンにおける独立派ベンガル民族主義運動を抑え込むためにパキスタン軍によって計画・実行された軍事作戦のコードネームである。1970年11月から計画されていた「ブリッツ作戦（Operation Blitz）」を引き継ぐものとされる。パキスタン側は、3月初旬から発生していたベンガル人による暴動状態を理由として、作戦の開始を正当化した。
1971年3月26日午前1時、パキスタン軍はダッカにおいてサーチライト作戦を開始した。まずターゲットとなったのは、ラジャルバーグ警察管区、バングラデシュ国境警備隊の本部ピルカーナ、スラム地区、そしてダッカ大学の非イスラム教徒学生のための寮、ジャガンナートホールなどであった。ダッカ大学の寮では、就寝中だった多くの学生や教師をはじめとする知識階級が殺害された（詳細は後述）。また、ヒンドゥー教徒の多いダッカ旧市街も攻撃を受け、民間人が無差別に殺戮された。アメリカのジャーナリスト、ロバート・ペインは、その夜のうちに7,000人が殺され、3,000人が逮捕されたと推定している。また、3月27日にパキスタン軍はラムナ・カリ・マンディール（寺院）を破壊し、85人のヒンドゥー教徒を殺害した。
独立運動を率いていたアワミ連盟のムジブル・ラフマンは、当日中にパキスタン軍によって逮捕されたが、その数分前に「バングラデシュ」の分離独立を宣言したとされる。宣言はチッタゴンのアワミ連盟指導者M・A・ハンナンによってラジオで放送され、翌27日にはジアウル・ラフマンによる声明が同じくラジオで放送された。3月26日はバングラデシュの独立記念日となっている。4月17日には、バングラデシュ西部のメヘルプール地区Baidyanathtala（現在のムジブナガル）にてバングラデシュ暫定政府が樹立された。M・A・G・オスマニを司令官とするバングラデシュ軍は「ムクティ・バヒニ」（「自由の戦士」「解放軍」の意）と呼ばれ、当初は貧弱であったが、人員の合流やインドからの援助も受けて態勢を立て直していった。
パキスタン側の当初の計画では、3月26日には主要都市を制圧し、1ヶ月以内に政治的・軍事的な反対勢力をすべて排除することが想定されていた。ベンガル人の抵抗が長期化することはパキスタン側も予想していなかった。サーチライト作戦の主要段階は5月中旬に、ベンガル人が支配する最後の主要都市が陥落したことで終了したが、地方ではまだ互角の戦いが続いていた。
1970年12月の選挙に敗れた東パキスタンのイスラム主義政党、すなわちパキスタン・ムスリム連盟、Nizam-e-Islam、イスラム協会（Jamaat-e-Islami）、パキスタン聖職者協会のメンバーたちは、作戦を実行するパキスタン軍に協力し、軍のための情報組織として活動した。イスラム協会のメンバーらは、パキスタン軍に協力してレイプや標的殺害を行った。さらに政治学者のピーター・トムセンによると、パキスタンの諜報機関である軍統合情報局は、イスラム協会を通じて「アル・バドル」（Al-Badr、「月」の意）や「アル・シャムス」（Al-Shams、「太陽」の意）といった親パキスタン派の民兵組織を組み、民族主義運動に対する作戦を展開した。彼らはバングラデシュの独立闘争に反対し、同じイスラムという連帯感からパキスタンの国家や軍隊に協力したのである。こうした民兵たちは、非戦闘員をターゲットとし、やはりレイプをはじめとする犯罪行為を犯していった。アル・バドルとアル・シャムスによる残虐行為は、報道機関を通じて世界中の注目を集め、虐殺やレイプの様子が広く報道された。また、「ラーザーカール」（Razakar）と呼ばれる地元の協力者による準軍事組織も残虐行為に加担した。この言葉は戦後、西洋における「ユダ」と同種の蔑称となっている。このように、正規のパキスタン軍のみならず、東パキスタンのイスラム主義政党、イスラム主義者や地元の民間人による民兵組織が多数残虐行為に加担したのである。

バングラデシュの大量虐殺に関する最初の報道は、西パキスタンのジャーナリスト、アンソニー・マスカレーニャスが、1971年6月13日付のロンドンの『サンデー・タイムズ』紙に「ジェノサイド」と題して掲載した記事によってなされた。彼は4月14日から10日間ダッカに滞在してパキスタン軍による残虐行為を目撃し、パキスタン・メディアがこれを隠蔽しようとしているのを見て取ると、ロンドン滞在中の妹が重病だと偽って5月にロンドンへ渡り、家族を本国から避難させた上でこの記事を上梓した。
村から村へ、家から家へ、一軒一軒狩られていくヒンドゥー教徒は、大雑把な『男根検査 (short-arm inspection)』で割礼されていないことがわかると即座に撃たれていった。クミッラのサーキットハウス（行政本部）の敷地内では、撲殺される男たちの悲鳴も聞いた。また別の人たちが何台ものトラックに積まれ、暗闇と夜間外出禁止令の中でそれを助けようとする人間性を持った人々が『処分』のために連行されるのを見た。
このように、彼は実際に見聞きしたことを克明に記録した。バングラデシュ国内における状況を明らかにしたこの衝撃的な記事によって、パキスタンに対する世界中の非難が集まり、後のインド政府の介入を決定的に後押しした。 1971年8月2日には、『タイム』誌の特派員がバングラデシュの破壊状況を克明に伝える特電を送ってきた。特派員は、都市部では砲撃や空爆によってエリア全体が損害を受けているとした上で、「ダッカでは、兵士たちが火炎放射器で旧市街の一部を焼尽し、続いて炎でできた非常線から逃れようとする何千人もの人々を一斉に機銃掃射した。25ブロック近くがブルドーザーで更地にされ、すし詰め状態のスラム街の真っ只中に不釣り合いな空き地が残されている」と伝えた。同誌はアメリカ政府高官のコメントを引用して、「ポーランドのナチスの時代以来、最も信じがたい、計画的な所業である」と書き、サーチライト作戦において中心的な役割を果たしたティッカ・カーンを「ベンガルの肉屋」（"Butcher of Bengal"、「ベンガルの虐殺者」の意）と呼んだ。
一方で、数百万人を超える東ベンガル難民が避難してきていたインドでは、インディラ・ガンディー首相が早くから戦争への介入を企図し、バングラデシュ軍ムクティ・バヒニを軍備面で支援した。12月に入るとインド正規軍が本格的に戦闘に参加し、第三次印パ戦争に突入した。戦争は12月16日のパキスタン側の降伏によって終結を見たが、パキスタンの劣勢が明らかになった最終局面において、特にベンガル人知識人の虐殺が大量に行われた。

## 死者数の推定
バングラデシュ政府の公式発表では、この戦争における死者数は300万人にのぼるとされる。この数字を最初に提唱したのはバングラデシュの独立運動指導者であるシェイク・ムジブル・ラフマンであり、1972年1月にパキスタンの刑務所から帰国した際にイギリスの放送局のデービッド・フロストのインタビューに答えて「子供、女性、知識人、農民、労働者、学生など、300万人が殺された」と語った。この数字の出所については同インタビューで、「私が来る前に、部下が情報収集を始めていた。私が拠点としているすべての地域から報告が届いている。最終的な結論は出ておらず、もっと多いかもしれないが、300万人を下回ることはないだろう」と述べている。300万人という数字は、バングラデシュ国内では教育課程をはじめ、バングラデシュの文化やベンガル文学にも浸透しており、疑問を持たれにくいものとなっている。一方で、多く見積りすぎているのではないかという見方も当初から存在する。ムジブル・ラフマン政権下でバングラデシュの初代外務大臣を務めたサイード・A・カリム（Sayyid A. Karim）は、この数字の出所はソビエト連邦共産党の機関紙『プラウダ』だったと主張している。

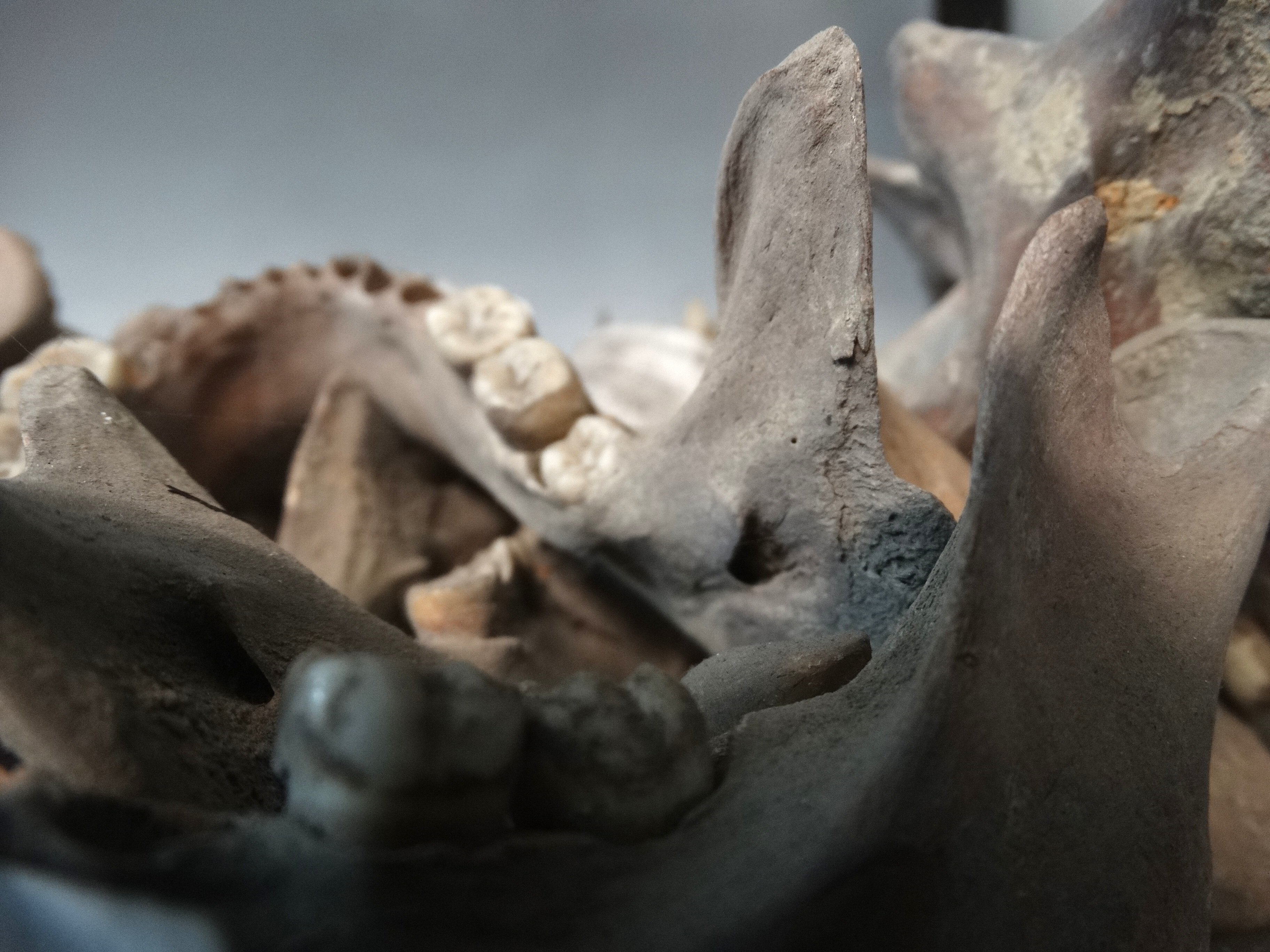
バングラデシュ大虐殺で殺された人々の骨の山

1976年、バングラデシュのコレラ病院（現在の国際下痢性疾患研究センター）は、ノアーカーリ地区のマトラブで包括的な人口調査を実施し、この地域における戦時超過死亡者を868人とした。これにより、バングラデシュ全体の超過死亡者数は約50万人と推定された。この調査に基づいて、2008年に『ブリティッシュ・メディカル・ジャーナル』誌でZiad Obermeyer、Christopher J. L. Murray、Emmanuela Gakidouの3人が行った研究では、紛争の影響で死亡した民間人は12万5千人から50万5千人と推定された。著者らは、この数字はウプサラ大学とオスロ国際平和研究所が以前に発表した5万8千人という推計値をはるかに上回るものであると指摘した。1996年にバングラデシュの作家アーメド・シャリフが「彼らは政治的な利益を得るために真実を隠していた」と発言したことは、この新しい推計値の信憑性を高めた。
一方でパキスタン政府の公式調査を行ったハモドゥール・ラフマン委員会は、軍の東部司令部から総司令部への「状況報告」に基づいて、民間人の犠牲者はわずか2万6千人だと主張する。
両国の立場から独立した研究者は死者数を約30万人から50万人と推定しているが、300万人という推定もある。米国の諜報機関CIAおよび国務省は20万人と推定している。サルミラ・ボースは、論争のある著書『Dead Reckoning: Memories of the 1971 Bangladesh War』の中で、死者数を5万人から10万人の間としたが、この本は作家・ビジュアルアーティストのナイーム・モハイエメン、ダラム大学の人類学者ナヤニカ・ムカジー、その他ジャーナリストから強い批判を受けている。アメリカの政治学者リチャード・シソン（Richard Sisson）とレオ・E・ローズ（Leo E. Rose）は、すべての組織によって殺害された死者数を30万人と少なく見積もっており、ジェノサイドが起きたこと自体を否定している。ハワイ大学の政治学教授ルドルフ・ランメルは、バングラデシュで約150万人が殺害されたと推定している。インドのジャーナリスト、ニーマル・セン（Nirmal Sen）は、殺害された人は約25万人で、そのうち約10万人がベンガル人、残りがビハール人だったと主張している。
死亡者の多くは、パキスタン軍が組織したラーザーカール、アル・シャムス、アル・バドルなどの過激な宗教的準軍事組織に殺害された。バングラデシュには多くの集団墓地があり 、その後も断続的に発見されている。例として、1999年8月にダッカ市街地のミルプール地区にあるモスク付近の古井戸の中で発見されたものなどがある。

## 虐殺と暴力

### ヒンドゥー教徒の虐殺
1971年8月2日付の『タイム』誌の記事は、「難民の4分の3と死者の大部分を占めるヒンドゥー教徒は、イスラム教徒の軍の憎悪の矢面に立たされている」と書いている。パキスタン軍およびその現地協力者はほとんどがイスラム教徒であり、東パキスタンにおける虐殺の主な標的となったのはヒンドゥー教のベンガル人であった。ヒンドゥー教やインドの影響が及んでいると見られるものを一掃するというパキスタン軍の方針が直接的な動機とされる。パキスタン軍のナイム大佐は、ヒンドゥー教徒は「イスラム教徒の大衆を弱体化させる」という考えであった。ベンガル文化の大部分はヒンドゥー教の文化であり、「土地を〔イスラム教徒の〕人々に取り戻すためには、整理しなければならない」 :144–145とした。また、ラトール少佐は1971年4月にクミッラで、ヒンドゥー教徒のアンソニー・マスカレーニャスに対して「今、戦争という隠れ蓑のもとで、我々は奴らを仕留める絶好の機会を手にした……もちろん、我々はヒンドゥー教徒の男達を殺しているだけだ。我々は兵士であり、反乱軍のような臆病者ではない」と話したという :144。なお、ダッカのパキスタン軍東部司令部幹部は、ヒンドゥー教徒の排除・追放後、その財産は中産階級のイスラム教徒に分配するという政府の方針を明確にしていた。

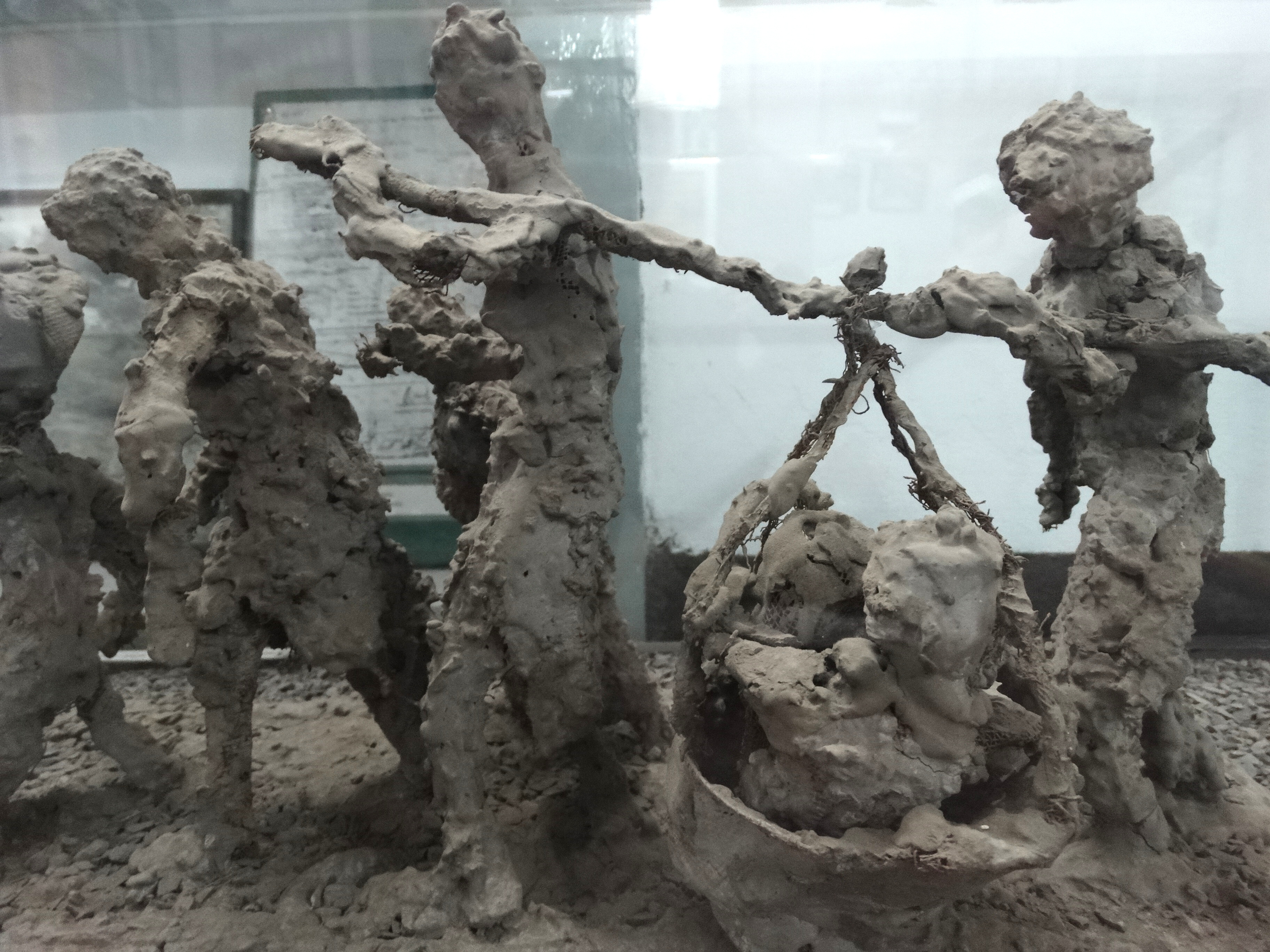
バングラデシュ大虐殺における難民の粘土像

パキスタン兵たちは、アメリカ領事のアーチャー・ブラッドに対し「ヒンドゥー教徒を殺しに」来たのだと繰り返し豪語した。将校が兵士に向かって「なぜイスラム教徒を殺したのだ。殺すのはヒンドゥー教徒だけと命じたはずだぞ」と叫んでいるのを聞いたという証言もある :145。アメリカ政府の外電記録からも、バングラデシュにおけるマイノリティ、特にヒンドゥー教徒が、パキスタン軍の特定の標的になっていたことがわかる。アメリカ領事館の報告によると、取り締まりの開始から24時間の間に、都市部においてヒンドゥー教徒の男性が計画的に虐殺されたという。軍隊は村に入り、ヒンドゥー教徒が住んでいる場所を尋ねてヒンドゥー教徒の男性を殺すのが「一般的なパターン」だった。ヒンドゥー教徒は割礼をしていないので特定された。ヒンドゥー教徒の女性を虐殺することもあった。ヒンドゥー教徒が殺されなかった地域はほとんどなかった。局地的なヒンドゥー教徒の大量虐殺としては、ジャティバンガの虐殺、チュクナガルの虐殺、シャンカリパラの虐殺などが知られている（個別の虐殺については「List of massacres in Bangladesh」も参照）。
エドワード・ケネディ上院議員は、1971年11月1日に行われた米国上院外交委員会の証言の一部である報告書によると「最も苛烈な被害を受けたのは、ヒンドゥー教の人々であった。彼らは土地や店を奪われ、組織的に虐殺され、黄色い当て布で "H" のマークを施された場所もある。これらはすべて、イスラマバードからの戒厳令のもと、公式に承認され、命令され、実行されている」と述べている。仏教寺院や僧侶も、年間を通して攻撃を受けた。アジズ・アーメド・カーン中佐の報告によると、1971年5月にはヒンドゥー教徒を殺すように書かれた命令が発出され、ニアジ将軍は各軍隊に何人のヒンドゥー教徒を殺したかを尋ねたという。
ハワイ大学の政治学教授であるR・J・ランメルは以下のように述べる。
ジェノサイドやジェンダーサイド（性差に基づく大量虐殺）の残虐行為は、下級将校や一般兵士によっても行われた。これら「自発的実行者（willing executioners）」の背景には、根強く残っていた反ベンガル人人種差別、特に少数派のヒンドゥー教徒に対する差別がある。ベンガル人はしばしば猿や鶏と比較された。ニアジ将軍はこの地域を「low-lying land of low-lying people（下等な人間たちの下等な土地）」と呼んだ。ヒンドゥー教徒のベンガル人は、ナチスにとってのユダヤ人のようなもので、滓であり、害虫であり、駆除するのが最善であるとされた。ムスリムのベンガル人について言えば、兵士としての苦しみの中でしか生きられなかった。少しでも違反をしたり、疑われたり、報復を招いたりすれば、それは自らの死を意味した。兵士たちは自由に殺人を行うことができた。ジャーナリストのダン・コギンは、あるパキスタン軍大尉が彼に語った言葉を引用している。「我々はあらゆる理由で誰でも殺すことができる。我々は誰にも責任を負わない」。これが権力の傲慢さである。
ピューリッツァー賞を受賞したジャーナリスト、シドニー・シャンバーグは、開戦直後から現地を取材し、ヒンドゥー教徒を含む東ベンガル人の苦しみを戦後にかけて広く書き続けた。シンジケート・コラム「ニクソンが無視したパキスタン虐殺」では、1972年に彼が解放されたバングラデシュに再び入ったときのことを「パキスタン人が、イスラム軍の特別なターゲットであるヒンドゥー教徒の家に黄色い "H" マークを描いていたことも思い出される」と振り返っている。バングラデシュでは、毎日のように虐殺が行われていたという。ある僧侶はシャンバーグに、南部のバリサル管区で1日に1,000人以上のヒンドゥー教徒が虐殺されたことを報告した。別の僧侶によると、北東部のシレット管区では集会が開かれていたところに軍が到着し、集まった群衆の中から300人のヒンドゥー教徒を選んで銃殺したという。

### 知識人の虐殺
「1971 killing of Bengali intellectuals」も参照

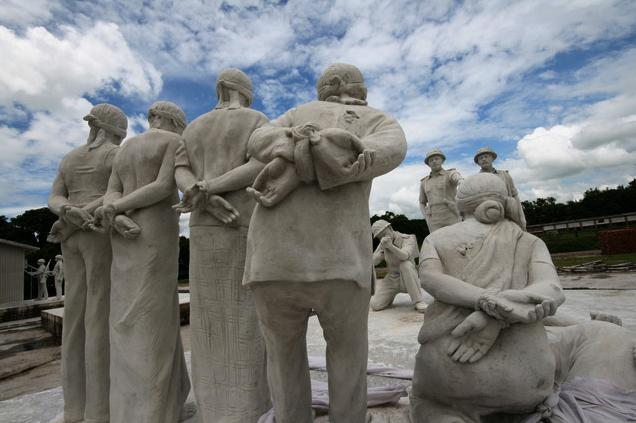
知識人虐殺の様子を模した像

戦争中、パキスタン軍およびイスラム協会を中心とするその現地協力者たちは、主要なベンガル人知識人の組織的な殺戮を行った。開戦後数日の間には、ダッカ大学の教授や学生たちが多数殺された。しかし、知識人を標的にした虐殺が最も激しく行われたのは、インドの介入で東パキスタンの敗北が決定的になった後、戦争の最後の数日間であった。教授、ジャーナリスト、医師、弁護士、芸術家、エンジニア、作家らがパキスタン軍とラーザーカール民兵によってダッカでかり集められ、目隠しをされ、ミルプール、モハマッドプール、ナカルパラ、ラジャルバーグなど市内のさまざまな場所にある拷問房に連れて行かれ、一斉に処刑された。とりわけレイヤーバザールとミルプールでの虐殺がよく知られている。パキスタン軍とアル・バドル、アル・シャムスは、知識人のリストを作成していたと伝えられている。こうした知識人虐殺の意図するところについて、堀口松城は「国家の頭脳となるべき知識階級の殺戮は……将来にわたって東パキスタンを西パキスタンよりも劣った存在にとどめておこうとする意図を露骨に示すものであった」と書いている。
9ヶ月の戦争期間中に殺害された知識人として、教師991人、ジャーナリスト13人、医師49人、弁護士42人、作家16人という数字が示されている。また12月16日に公式に戦争が終結した後にも、武装したパキスタン軍やその協力者による殺害事件が報告されている。例として、1972年1月30日に著名な映画監督のザヒル・ライハンがミルプールで殺害されたが、これは武装したビハール人によるものとされている。殺害された人々を追悼するため、バングラデシュでは12月14日Shaheed Buddhijibi Dibosh（「殉教した知識人の日」）とされている。
1971年3月25日から12月16日までの間に、バングラデシュ国内各地で殺害された著名な知識人の一例は以下の通り。さらに詳しいリストはバングラデシュにおける知識人虐殺を参照。
ダッカ大学教授のゴヴィンダ・チャンドラ・デヴ博士（哲学）、 ムニエル・チョウドリー博士（ベンガル文学）、 Mufazzal Haider Chaudhury博士（ベンガル文学）、アンワル・パシャ博士（ベンガル文学）、 M Abul Khair博士（歴史）、ジョティルモイ・グハタクルタ博士（英文学）、フマーユーン・カビール（英文学）、Rashidul Hasan（英文学）、 Ghyasuddin Ahmed、シラジュル・ハク・カーン 、ファイズル・マヒ、サントッシュ・チャンドラ・バッタチャリヤ博士、Saidul Hassan（物理学）。ラジシャヒ大学教授のHobibur Rahman博士（数学）、Sukhranjan Somaddar教授（サンスクリット語）、Mir Abdul Quaiyum教授（心理学）、 Mohammed Fazle Rabbee博士（心臓病学者）、AFM Alim Chowdhury（眼科医）、 Shahidullah Kaiser（ジャーナリスト）、Nizamuddin Ahmed（ジャーナリスト）、Selina Parvin（ジャーナリスト）、Altaf Mahmud（作詞家、音楽家）、Dhirendranath Datta（政治家） 、 ザヒル・ライハン（小説家、ジャーナリスト、映画監督）、Ranadaprasad Saha（慈善家）。

### 女性に対する暴力
9ヵ月間の戦争中に女性に対して行われた組織的なレイプの数は、一般的に20万から40万と言われている。イマームらイスラム教の宗教指導者たちは、パキスタンで発せられたイスラム教の布告（ファトワー）を通じて、ベンガル人女性は「gonimoter maal」（戦利品）として簒奪することができると宣言した。こうしてパキスタン軍によるベンガル人女性のレイプは公然と支持されたのである。加害者側には、パキスタン軍だけではなくバングラデシュの解放軍勢力であるムクティ・バヒニやインド軍も含まれ、非戦闘員を標的としてレイプやその他の犯罪を犯した。おびただしい数の女性が拷問を受け、レイプされ、そして殺された。ヒンドゥー教徒の女性はレイプされた後に殺されたが、イスラム教徒のベンガル人女性は「純粋な」イスラム教徒を産むために生かされ、何千人もの戦争孤児がこの世に生を享けた。

イギリスの作家、オーブリー・メネンは、パキスタン兵に集団レイプされた17歳のヒンドゥー教徒の花嫁について記録している。
2人の兵士が新郎新婦の部屋に入った。他の兵士は家族のもとに残り、1人は銃で家族を狙った。命令するような吠え声と、抗議する花婿の声が聞こえた。しばらく沈黙が続いた後、花嫁の叫び声が響いた……数分後、1人の兵士が制服を乱して出てきた。彼は仲間に向かってニヤリと笑った。別の兵士が代わりに部屋に入った。そうやって、6人全員が村の美しい娘をレイプし終えるまで続けた。それから6人は急いで去っていった。父親は、娘が血を流して意識を失ってひも（string）の上に横たわっているのを見つけた。彼女の夫は床にしゃがみ込み、自分の吐瀉物の上にひざまずいていた。
モラルの欠如した兵士たちの態度は、一般的に上官からは認められていたが、パキスタン軍の地域最高司令部は不安を感じていた。1971年4月15日、司令官のニアジは師団長に宛てた極秘メモの中でこう訴えた。
私が到着して以来、軍隊が反国家勢力の排除された地域で略奪や放火を行い、理由もなく無差別に人々を殺害しているという報告を何度も耳にした。最近ではレイプの報告もあり、西パキスタン人さえもが被害に遭っている。4月12日、西パキスタン人女性2人がレイプされ、別の2人に対してもレイプ未遂が発生した。
そのニアジは、ベンガル人の将校の前で「Main iss haramzadi qom ki nasal badal doonga（ベンガル人の人種を変えてやる）」と発言していたと、パキスタンのカディム・フセイン・ラジャ少将が自著に書いている。委員会に提出された目撃証言には、「司令官〔ニアジ中将〕自身がraper〔原文ママ〕であるのに、どうして自分たちの行為を止められようかと、兵士たちはよく言っていた」とある。 アメリカのジャーナリスト、スーザン・ブラウンミラーはレイプの被害者数として40万人以上という推定に言及している。ブラウンミラーは13歳の少女らの被害について書いている。
13歳のカディガは、ダッカでフォトジャーナリストのインタビューを受けた。彼女は他の4人の女の子と一緒に学校に向かって歩いていたとき、パキスタン軍の一団に誘拐された。5人とも、モハマッドプールにある軍の慰安所に入れられ、戦争が終わるまでの6ヵ月間監禁された。
1971年10月14日付ニューヨーク・タイムズ紙「希望を絶望に変えた東パキスタンの恐怖」という記事で、マルコム・ブラウンは次のように書いている。
多数の情報源が出所となっていて信憑性があるとされている話によると、3月から4月にかけて軍に捕らえられ軍の慰安所に収容されていた563人の女性が、中絶可能な範囲を超えて妊娠しているために釈放されていないようである。
これらの記録に登場する「慰安所」には「brothel」（売買春の場を提供する施設）という言葉が使われているが、実際にはパキスタン軍の兵士やラーザーカールがベンガル人女性を軍のキャンプ内で性的奴隷として「飼って」いるような状況であり、「レイプキャンプ」という呼称が多く使われている。「レイプキャンプ」の目撃情報や生き残った被害者による証言が記録されている。アメリカを拠点とするWomen's Media CenterのWomen Under Siege Projectの生存者へのインタビューに基づくレポートによると、8歳の少女から75歳までの女性がパキスタン軍の兵舎に収容され、集団的なレイプ被害に遭い、時には大量殺人にまで発展したという。国連と国際家族計画連盟によってバングラデシュに派遣され、レイプ被害者の後期中絶手術を行っていたオーストラリアのジェフリー・デイビス医師は、20万人から40万人というレイプ被害者数は過小評価であると考えている。パキスタン軍の行動については、以下のように記す。
歩兵を後退させて大砲を先行させ、病院や学校を砲撃した。そうすると町は大混乱に陥った。その後に歩兵が入ってきて、女性を隔離し始めた。小さな子供は別として、性的に成熟した者はすべて隔離され……警備付きの収容所に入れられ、軍が『利用できる』ようにされる……。女性たちが語る話はおぞましいものだった。何度も何度も何度もレイプされ、多くは〔レイプ〕キャンプ内で亡くなった。すべてのことに対して不信感があった。誰もそれが本当にあったことだとは信じられなかった！
また、2014年に公開された映画『Children of War』では、「レイプキャンプ」での悲惨な状況が取り上げられた。
レイプされた女性たちの直接的な体験を収録した作品としては、ニリマ・イブラヒムが7人の被害者たちにインタビューを行って証言をまとめた『Ami Birangona Bolchhi』（『ヒロインである私が語る』の意、英語版は2021年に『War Heroines Speak: The Rape of Bangladeshi women in 1971 war of Independence』として刊行）がある。戦後ムジブル・ラフマンが、戦時中にレイプされ拷問を受けた女性たちに対して使った「Birangona（ヒロイン）」という言葉をタイトルに使うことで、女性たちが社会的に受けるであろう負のイメージを和らげようとした。

また、被害者はベンガル人女性たちだけではなかった。アンソニー・マスカレーニャスが『サンデー・タイムズ』紙に発表した前述の記事の中で、ベンガル人がビハール人女性に対して行った性暴力についても触れられている。
最初に起こったことは、ベンガル人の憎悪が残忍に爆発したことによる非ベンガル人の虐殺だった。しかし今度は、西パキスタン軍が計画的な虐殺を開始した……。東ベンガルで殺戮を行ったのは、もちろん西パキスタン軍だけではない。3月25日の夜……東パキスタンに駐留するベンガル軍と準軍事部隊が反乱を起こし、非ベンガル人を残忍な方法で虐殺した。数千世帯を数える不幸なイスラム教徒たちは、その多くが1947年の分離独立騒動の際にパキスタンを選んだビハール州からの難民であったが、容赦なく全滅させられた。女性はレイプされたり、特別に作られたナイフで乳房を切り取られたりした。子供たちもその恐怖から逃れることはできず、幸運な子供たちは親と一緒に殺された……。
パキスタン側は、レイプの発生を完全に否定しているわけではないが、その数ははるかに少ないと主張している。2005年10月、サルミラ・ボースは、戦争中の死傷者とレイプの申し立てが政治的目的のために大幅に誇張されていることを示唆する論文を発表した。この論文は各方面から称賛される一方 、多くの研究者から、統計分析の方法が間違っていること、参照元を誤っていること、パキスタン軍の証言に偏重していることなど、そのずさんさが指摘された。歴史学者のクリスチャン・ゲルラッハは、「統計データの体系的な収集が頓挫したのは、おそらく暫定的なデータでは、300万人が死亡し、少なくとも20万人の女性がレイプされたという主張を裏付けることができなかったからだろう」と述べている:262。

### ビハール人の迫害
暴力の対象となった民間人は、独立派やベンガル人ばかりではない。1947年、分離独立してパキスタンが建国されると、分離独立時の暴力を逃れていたビハール人のイスラム教徒たちは、インドから独立したばかりの東パキスタンに移住した。ウルドゥー語を話すこれらの人々は西パキスタンの支配者に忠誠を誓っていたため、ベンガル語運動やその後の民族主義運動に反発した。これが地元の民族主義ベンガル人の間に反ビハール人感情を引き起こした。1971年3月1日にヤヒヤ・カーンによって国民議会の召集が延期された後、東パキスタンの反体制派は、西パキスタンを支持していたビハール人を標的にし始めた。
1971年3月初旬、ベンガル人暴徒による暴動により、チッタゴンだけで300人のビハール人が虐殺された。パキスタン政府はこの「ビハール人虐殺」を、東パキスタンでの軍事行動、すなわち3月26日に開始された「サーチライト作戦」を正当化するために利用した。戦争が勃発すると、ビハール人はパキスタン軍に味方した。彼らの中には、ラーザーカールやアル・シャムスといった民兵組織に参加し、ベンガル人から受けた残虐行為への報復として、ベンガル人の迫害や虐殺に参加した者もいた。戦争が終わるとビハール人は激しい報復、カウンター・ジェノサイドに直面した。戦後、バングラデシュ政府は、ビハール人の財産を没収し、100万人以上の非ベンガル人が追放されることとなった。1971年12月16日にパキスタン軍が降伏した後に起きた、ビハール人とその協力者とされる人々の虐殺については、多くの報告が存在する。1971年12月18日の事件では、Abdul Kader Siddiquiと、彼の指揮下にあり、彼にちなんだ名を持つKaderia Bahiniが、ラーザーカール準軍事組織に属していると非難されていた捕虜の一団を銃剣で突いたり撃ったりして殺した様子が、外国の報道関係者も立ち会っていた状況でカメラに収められた 。
「マイノリティ・アット・リスク・プロジェクト」は、殺されたビハール人の数は約1,000人としているが、国際的な推計値はより多く、おおむね20,000から200,000の間である。 1971年6月、ビハール人の代表は、500,000人のビハール人がベンガル人によって殺害されたと主張した。 R・J・ランメルは、150,000人という慎重な推計を示している。

## 国外の反応

### 戦中・戦後の国際的批判
バングラデシュ国内における大量虐殺の状況は、パキスタンのジャーナリスト、アンソニー・マスカレーニャスが1971年6月13日付のロンドンの『サンデー・タイムズ』紙に「ジェノサイド」と題して掲載した記事によってはじめて、世界に広く知られることになった。外国人のジャーナリストは1971年3月にサーチライト作戦が始まる前の段階で東パキスタンから強制送還されていたため、国内の状況が外に出るまでに時間がかかったのである。マスカレーニャスの報告より前の1971年4月の段階で、ダッカのアメリカ領事館に勤務していた外交官アーチャー・ブラッドは、創設されたばかりの、外交官等が政府の政策に対する建設的な批判を表明するために利用できるメッセージング・フレームワーク「Dissent Channel」（「異議申し立てチャンネル」の意）を用いて現地の状況を伝え、同時にヤヒヤ・カーンを支援する自国の政策を非難していた。彼の名を冠して「ブラッド・テレグラム」として後に有名になったこの電報の中で、ブラッドは「パキスタン軍の支援を受け、非ベンガル人のイスラム教徒が貧しい人々の住居を組織的に襲い、ベンガル人やヒンドゥー教徒を殺害している」と記した。しかしアメリカは後述する背景から、その後もパキスタンへの支援を継続した。

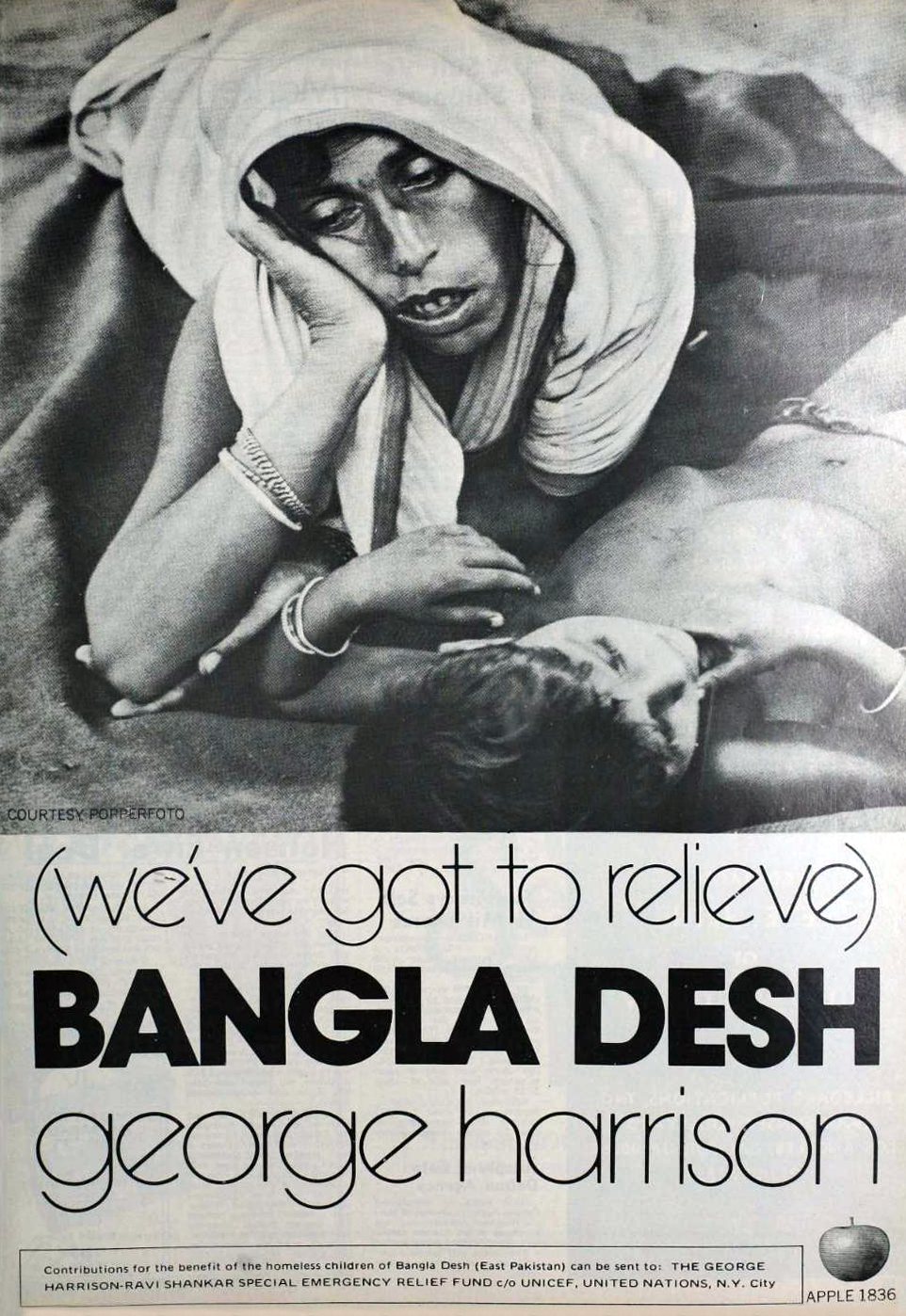
ジョージ・ハリスンのシングル「バングラ・デッシュ」の広告

イングランドのロック・ミュージシャンで前年の1970年に解散したザ・ビートルズのメンバーだったジョージ・ハリスンは、シタール演奏の師でベンガル地方のブラフミンの出身であるラヴィ・シャンカルから東パキスタン難民の惨状を聞かされて衝撃を受け、アメリカ政府の態度や西洋の主流メディアがマスカレーニャスの報告を受けても事実を全て報告することには消極的であることに懸念を抱いた。彼はシャンカルと共同で慈善コンサートの企画を短期間で進め、コンサートのために「バングラ・デッシュ」という曲を書き下ろして7月28日にシングル発表した。そして8月1日の午後2時半と8時の2回、マディソン・スクエア・ガーデンで『バングラデシュ難民救済コンサート』が開催され、第一部にシャンカルを初めインド音楽のミュージシャン、第二部にハリスン、同じくザ・ビートルズの元メンバーだったリンゴ・スター、エリック・クラプトン、ボブ・ディランといった有名ロック・アーティストが出演し、耳目を集めた。同年暮れにはコンサートの模様を収録した3枚組アルバム、翌1972年にはドキュメンタリー映画が発表されて、いずれも大きな話題を呼んだ。このコンサートは大規模な慈善コンサートのモデルケースになったと言われている。こうした動きも、パキスタンへの国際的な非難を集める一つの契機となった。
戦後、1972年に国際法律家委員会（ICJ）が出した報告書では、戦争中に行われた行為が「ジェノサイド」にあたるかどうか、という点について論じられている。報告書は、この戦争では双方がジェノサイドを犯したとして互いを非難しているとした上で「パキスタン軍とその補助部隊が行った軍事行動と抑圧的行為の全体が、『ベンガル人集団の全部または一部を破壊することを意図した』ジェノサイドを構成する」という主張を立証することは困難であるとし、「国家が政治的自治を獲得するのを妨げただけではジェノサイドにはならず、そのような人々の全部または一部を破壊する意図がなければならない」と述べる。パキスタン軍とその協力者が殺害のターゲットとしたベンガル人は、アワミ連盟のメンバー、学生、ヒンドゥー教徒の東パキスタン人という3つに分かれていたことにより、意図の立証はさらに困難であるとも考えられた。しかし報告書は、特にベンガル人が無差別に狙われた戦争末期には、特定のジェノサイド行為が行われたという「強い確からしさ（strong prima facie case）」がある、としている。同様に、東パキスタンのヒンドゥー教徒に対してジェノサイド行為が行われたことにも「確からしさ」が存すると考えられた。解放戦争中および終戦後のベンガル人による非ベンガル人虐殺については、同報告書は「群衆がそのコミュニティの一部の集団に対して危険や敵意を感じており、その集団に対する自然発生的で熱狂的な集団暴行が発生した場合、これがジェノサイドの罪を構成するために必要な自覚的意図の要素を有するとみなされる」可能性は低いが、しかし特定のケースで「特別の意図（dolus specialis）」が証明された場合には、非ベンガル人に対するジェノサイド行為を構成し得るであろうと論じている。
第二次世界大戦中のナチスによるユダヤ人虐殺への批判として1948年の国連総会で採択された「ジェノサイド条約」は、20カ国が締約国となった後、1951年1月12日に国際法として発効した。しかし、その後も長らく形骸化した状態が継続し、ハーグに常設の国際刑事裁判所が設置されたのは2003年になってからのことである（日本は2021年8月時点も未加盟）。そのため、人道に対する犯罪・大量殺人、その他の戦争犯罪を犯した容疑者のリストをNGOが公表しているにもかかわらず、裁判所での起訴には至らなかった。
学者のR・J・ランメルは「1971年、自称パキスタン大統領で陸軍総司令官のアガ・モハメド・ヤヒヤ・カーン将軍と幹部たちは、東パキスタン（現バングラデシュ）に対する軍事的、経済的、政治的な作戦を慎重かつ組織的に準備した。東パキスタンに住むベンガル人の知的、文化的、政治的エリートを殺害する計画であった。何十万人ものヒンドゥー教徒を無差別に殺害し、残った人々もインドに追放する計画であった。そして、少なくとも一世代先まで西パキスタンに従属するよう、その経済基盤を破壊する計画であった。こうした卑劣で非道な計画をジェノサイドと言わずして何であろう」と書いている。
この大虐殺は、インド亜大陸外の出版物でも取り上げられている。例えば『ギネス世界記録』には、20世紀に起きた5つの大虐殺のうちの1つとして掲載されている。

### 共犯としてのアメリカ合衆国

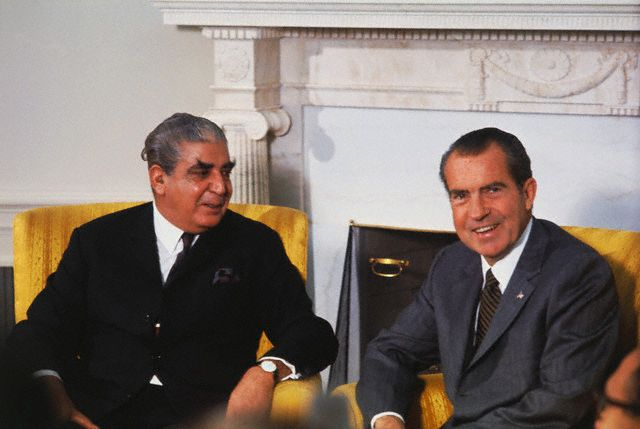
パキスタンのヤヒヤ・カーン大統領と米国のリチャード・ニクソン大統領、1970年。

2002年12月16日、ジョージ・ワシントン大学のアメリカ国家安全保障アーカイブは、ダッカとインドの米国大使館員およびアメリカ合衆国広報文化交流局（USIS）とワシントンD.C.の当局職員との間で交わされた通信を中心とする、機密解除文書コレクションを公開した。一連の文書は、バングラデシュ国内の外交機関に勤務していた米国当局者が当時知り得ていた状況を説明するために、「選択的大量虐殺」や「ジェノサイド」という言葉を用いていたことを示している。前述の「ブラッド・テレグラム」を含め、アメリカ政府はバングラデシュにおける残虐行為の状況を開戦後間もない段階で把握していた。しかし、このころ大きな変化を遂げつつあった複雑な国際情勢の中で、ニクソン政権は、ヘンリー・キッシンジャーの助言のもと、インドのソ連との友好関係を危惧し、インドと対立するパキスタンを支持する中国との国交正常化を目指していた。このような事情から、ニクソン政権は大量殺戮に関する報告を握り潰し、パキスタンの行動を非難しようとしなかった。「不信感を抱いている国務省がベンガル人殺害に関してヤヒヤ大統領を単独で非難しないよう、大統領は確認しているようだ」というホワイトハウスの録音テープが残されている。ニクソンは、パキスタンで起こっていることにアメリカ人が無関心であることを利用した。「ビアフラは何人かのカトリック教徒の間で物議を醸した。しかし、私はパキスタンよりもビアフラの方が人々の心を揺さぶったと思っている。パキスタンの件は、ただの茶色のイスラム教徒どもだからだ」。また、米国政府は、イラン、トルコ、ヨルダンからパキスタンへの武器の出荷を密かに奨励し、議会の反対にもかかわらず、それらの国々に代金を支払っていた。すなわち、パキスタンに対する軍事面での支援も行っていた。
クリストファー・ヒッチェンズは、著書『アメリカの陰謀とヘンリー・キッシンジャー』の中で、ベンガル人の独立への大志を打ち砕くためにキッシンジャーが行ったことを詳細に説明している。ヒッチェンズは、この戦争の結果を表すにはジェノサイドという言葉が適切であると主張するだけでなく、当時進行中の残虐行為をジェノサイドとして非難した他の人々を蹴落とすためにヘンリー・キッシンジャーが尽力したと指摘している。また、「キッシンジャーは、ムジブル・ラフマンを含む何千人もの人々を殺害した責めを負うべきである」とも書いている。
バングラデシュにおける状況が明らかになると、アメリカの政治家の多くが政府の対応に対して声を上げた。テッド・ケネディ上院議員は、パキスタンがジェノサイドを行っていると告発し、パキスタンに対するアメリカの軍事・経済援助を完全に打ち切るよう求めた。

## 戦争犯罪裁判の試み
インド陸軍は1971年12月22日の時点で、ダッカでの知識人虐殺に関係するパキスタン陸軍の上級将校を、戦争犯罪人として裁くのに十分な証拠を集める目的で調査していた。当時指揮を執っていた将校や、軍間審査委員会と関係のある将校のリストを作成した。

### 1972-1975
終戦後間もない1971年12月24日、バングラデシュの内務大臣A・H・M・カマルザマンは、「戦争犯罪者は法の手から逃れられない。殺害や強姦に関与したパキスタン軍人は法廷で裁かれなければならない」と述べた。シェイク・ムジブル・ラフマンとインディラ・ガンディーの会談後の共同声明において、インド政府は、戦争犯罪者を法で裁くために必要なあらゆる支援を行うことを確約した。1972年2月、バングラデシュ政府は、パキスタンの上級将校や官僚100名をジェノサイドの罪で裁判にかける計画を発表した。その中には、アミール・アブドゥラ・カーン・ニアジ将軍をはじめとする4人の将軍も含まれていた。
戦後、インド軍は92,000人のパキスタン人捕虜を拘束したが 、そのうち195人には戦争犯罪を犯した疑いがかけられていた。1974年4月、バングラデシュ、パキスタン、インドの三国間で締結されたデリー協定により、パキスタンがバングラデシュを承認する見返りとして、195人全員が釈放され、パキスタンへ本国送還された。バングラデシュが195人の引き渡しに同意した背景には、パキスタン側がこの195人に対する裁判を行うことを示唆していたこと、さらにパキスタンに囚われていた40万人のベンガル人の安全が危ぶまれていたことがあった。
一方、独立戦争中にパキスタン軍に対して協力・援助を行ったバングラデシュ人を裁判にかけるため、1972年に「バングラデシュ協力者（特別法廷）令」が公布された。この協力者令に基づいて裁判にかけられた人の数については、10,000人から40,000人の間で議論がある。当時、この裁判は政治的な復讐のために利用されたのではないかと、国外から問題視されていた。裁判を傍聴していた英国議員、R・マクレナンは、「被告人席の被告人たちに比べて、同じくパキスタン政府に仕えていたが本当の忠誠心は追放されたバングラデシュ政府にあったと盲目的に誓うように（88歳の弁護人によって）誘導される、混乱した検察側の証人たちの方がよっぽど哀れに見えた」と述べている。1973年5月、パキスタン政府は、バングラデシュ側が捕虜をジェノサイドの罪で裁こうとしたことに対抗して、パキスタンに取り残されたベンガル人の公務員とその家族を拘束した。パキスタンは、バングラデシュが「ジェノサイド」という言葉を適用したことに異議を唱え、国際司法裁判所に5回訴えを起こしたが、どれも失敗に終わった。
バングラデシュ政府は1973年11月30日に大赦を発出し、レイプ、殺人、殺人未遂または放火の罪で服役中、拘留中だった者を除くすべての人に適用した。なお、1972年の協力者令は1975年に廃止された。
1973年の国際犯罪（法廷）法は、国籍を問わず、平和に対する罪、人道に対する罪、戦争犯罪、「1949年のジュネーヴ条約に定められた武力紛争に適用される人道的規則の侵犯」、「その他の国際法に基づく犯罪」を犯したとされるすべての人を起訴するために公布された。1972年の協力者令で拘束され、1973年の大赦で釈放されなかった被拘留者は、この法律で裁かれる予定だった。しかし結局裁判は行われず、1975年のシェイク・ムジブル・ラフマン暗殺後、この法律に関連する動きは見られなくなった。
バングラデシュ国外で、1971年の戦争犯罪の容疑者に対する犯罪捜査や裁判が行われた例は知られていない。1995年にイギリスの公共テレビ局チャンネル4で放映されたドキュメンタリー映画によると、ロンドン警視庁がイギリス在住の戦争犯罪人とされる人々に対する捜査に着手したようであるが、起訴には至っていない。

### 1991-2006
1991年12月29日、1971年のパキスタン側への協力者として告発されていたグラム・アザムが、バングラデシュの政党イスラム協会の議長に就任し、物議を醸した。これを機に、作家で政治活動家のジャハーナーラー・イマームの提案を基にした「1971年の殺人者と協力者に抵抗するための全国委員会（National Committee for Resisting the Killers and Collaborators of 1971）」が設立された。模擬人民法廷が作られ、1992年3月26日、批判を呼びながら行われた裁判でグラム・アザムを有罪とし、死刑を宣告した。

パキスタン軍とその協力者による1971年の大量虐殺、戦争犯罪、人道に対する罪の容疑で、2006年9月20日にオーストラリアの連邦裁判所に訴訟が提起された。原告であるソライマン氏の代理人を務めるレイモンド・ソライマン法律事務所が発表したプレスリリースの主要部分を抜粋する。
本日、オーストラリア連邦治安判事裁判所において、1949年ジェノサイド条約法および戦争犯罪法に基づく訴訟が提起されたことをお知らせします。これは、パキスタン軍とその協力者が1971年に行ったジェノサイド、戦争犯罪、人道に対する罪〔の容疑〕に関連して、法廷で行われる審理としては歴史上初です。訴訟番号は2006年SYG2672です。2006年10月25日、シドニーの連邦判事裁判所で、ニコルズ判事のもと、聴聞が行われます。
しかし2007年5月21日、申請者の要請により、2006年9月20日に提起された申請を中止するための許可が申請者に与えられた。

### 2007年-現在

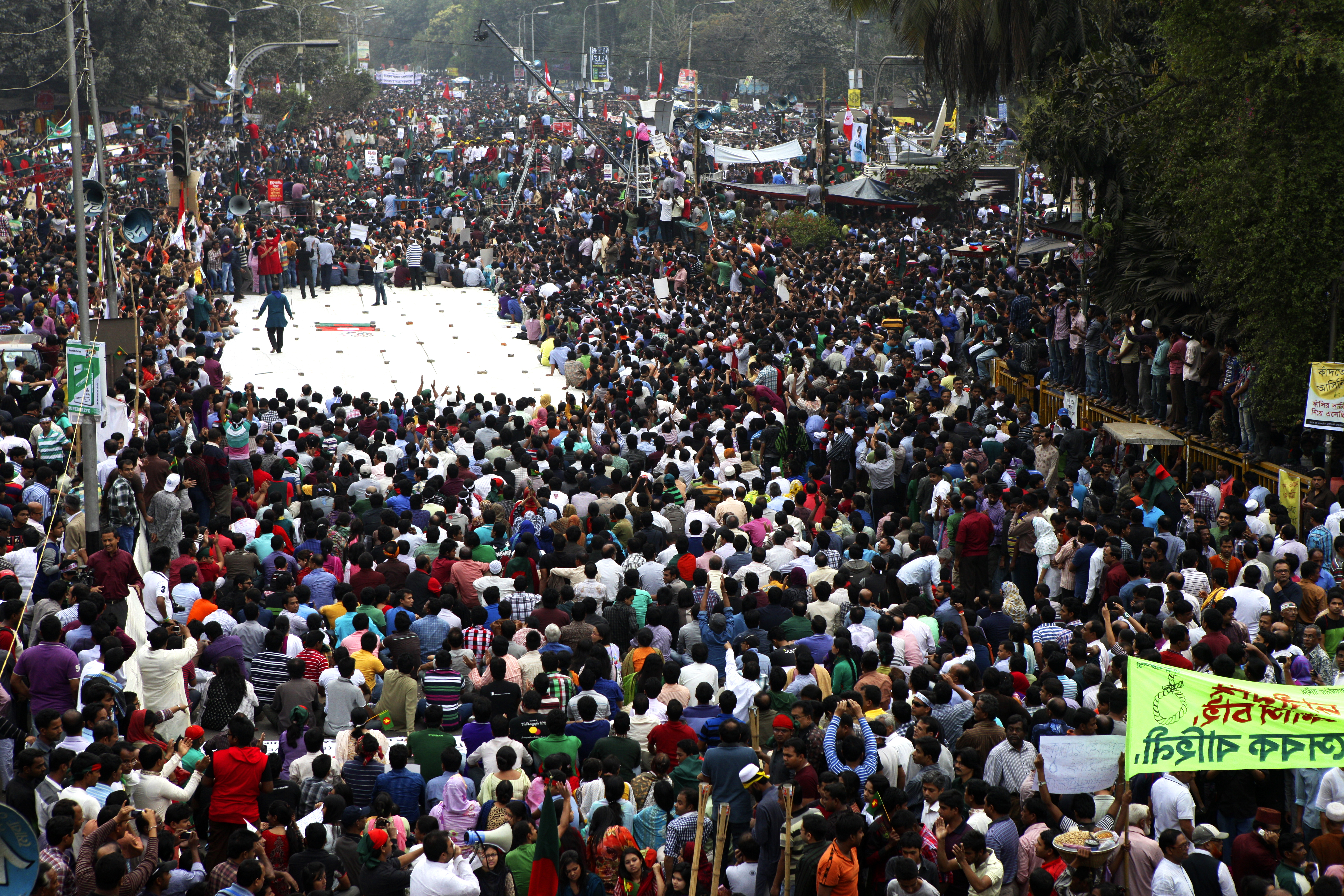
戦争犯罪人の死刑を要求してシャーバッグで開かれたデモ（2013年）の様子

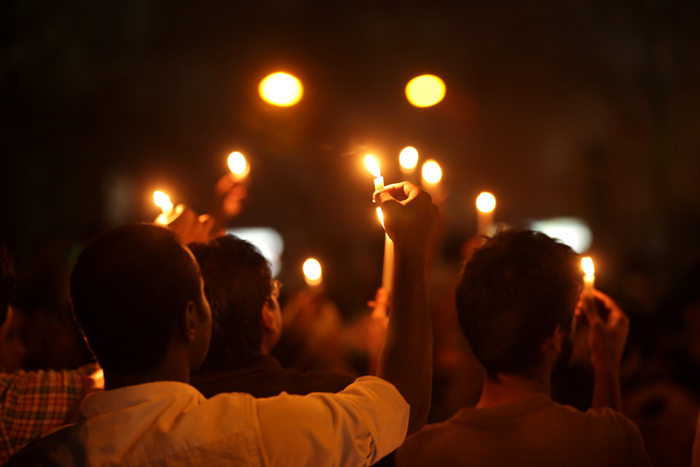
シャーバッグ・プロテストでキャンドルを掲げるデモ参加者

2009年7月30日、バングラデシュの法・司法・議会担当大臣は、1973年に制定された国際犯罪（法廷）法に基づいてパキスタン人を裁くことを表明した。この決定は、1971年に行われた犯罪の大部分の最終的な責任を負うと一般に考えられているパキスタン軍の司令官に事実上の免責を与えるものであり、国際法学者からの批判を集めた。
バングラデシュ国際犯罪法廷（ICT）は、バングラデシュ独立戦争において、パキスタン軍とその現地協力者であるラーザーカール、アル・バドル、アル・シャムスが1971年に行った大量虐殺の容疑者を調査・起訴するために2009年に設立されたバングラデシュの戦争犯罪法廷である。2008年12月の総選挙で戦争犯罪者を裁くことを公約に掲げたアワミ連盟（AL）が議会の3分の2以上の得票を得て勝利すると、政府はこの法廷を設置した。調査と証拠の発見を任務とする戦争犯罪事実調査委員会は、2008年に報告書を完成させ、1,600人の容疑者を特定した。ICTの結成に先立ち、2009年には国連開発計画が法廷の形成に関する支援を提供した。2009年、国会は1973年の国際犯罪（法廷）法を改正した。

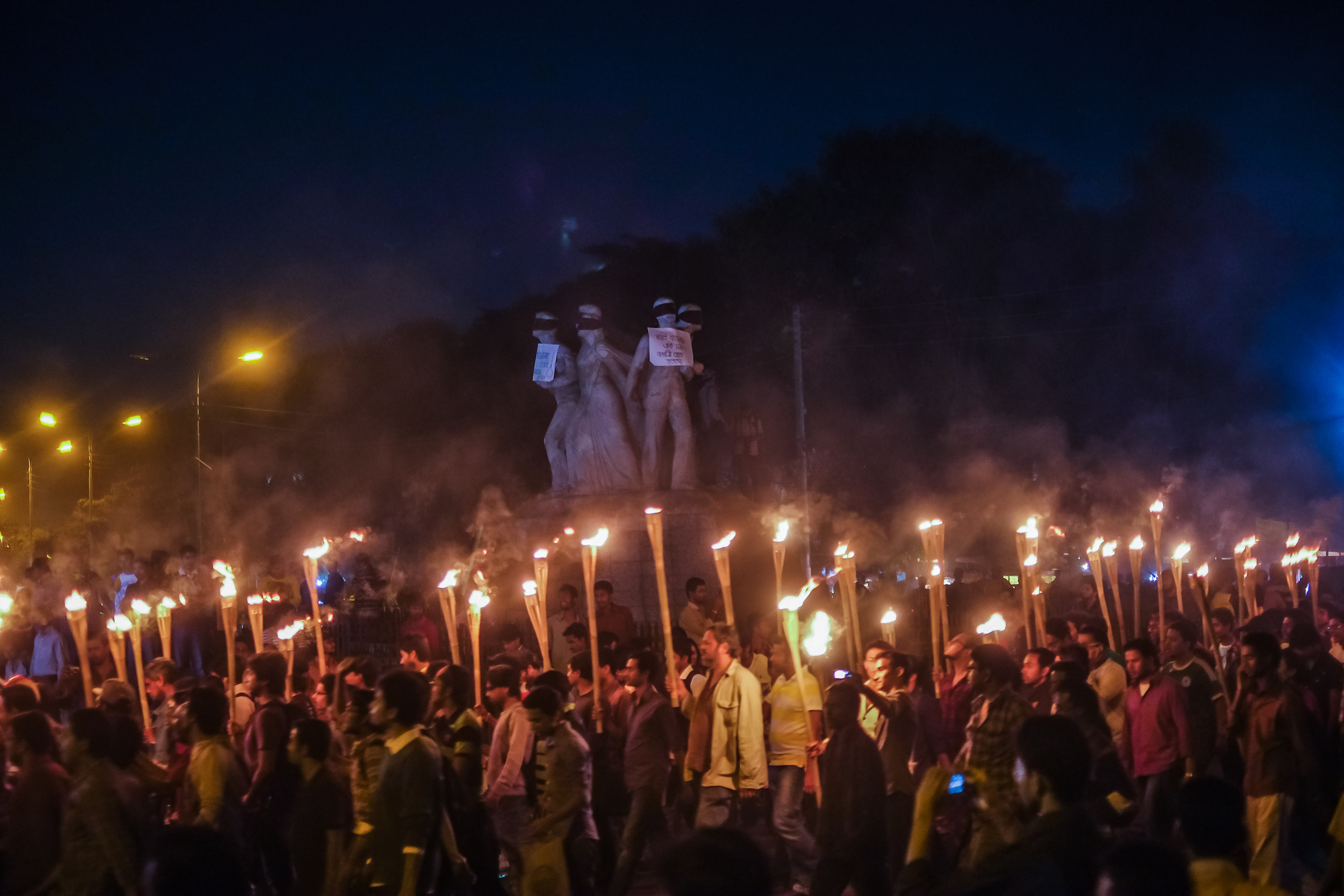
シャーバッグ・プロテストでキャンドルを掲げるデモ隊

2012年までに、国内最大のイスラム主義政党であるイスラム協会の指導者9名と、バングラデシュ民族主義党の指導者2名が、戦争犯罪の容疑者として起訴された。最初に裁判にかけられたのはイスラム協会の指導者3名で、それぞれが複数の戦争犯罪容疑で有罪判決を受けた。最初に有罪判決を受けたアブル・カラム・アザドは国外にいたため欠席裁判となり、2013年1月に死刑判決を受けた。
人権団体や各種政治団体は、当初は法廷の設置を支持していたが、公平性や透明性の問題から、また被告人を代表する弁護士や証人に対する嫌がらせが報告されたため、法廷を批判するようになった。一方イスラム協会の支持者とその学生組織であるIslami Chhatra Shibirは、2012年12月4日、全国的に暴力の噴出を招いていた法廷に対する抗議として全国でゼネラル・ストライキを実施した。彼らは、法廷を永久に廃止し、指導者たちを直ちに釈放するよう要求した。
最も注目を集めた判決のひとつが、イスラム協会の副事務局長であるアブドゥル・カデル・モッラの判決である。2013年2月に言い渡された有罪判決が無期懲役の量刑であったことが、これを不服とする人々による大規模なシャーバッグ・プロテストに発展した。当初対応に消極的であった政府も、最終的には最高裁に上告し、死刑判決が下された。その後、米国、英国、トルコなどの国々や国連からも批判を受け、戦争法廷の審理の正当性が議論される中、2013年12月12日木曜日にアブドゥル・カデル・モッラの死刑が執行された。その後不安定な情勢が続いたが、国民の大半は死刑執行を支持していた。
その後も裁判は続き、Delwar Hossain Sayeediは、大量殺戮、レイプ、放火、略奪、ヒンドゥー教徒のイスラム教への強制改宗に関与したとして、戦争犯罪の有罪判決を受けた。絞首刑の判決が下されたが、後に無期懲役に減刑された。モティウル・ラーマン・ニザミは、2015年5月11日に、大量殺戮、レイプ、拷問の16件の罪で絞首刑に処された。大量殺戮とレイプの罪で有罪判決を受けたSalahuddin Quader Chowdhury とAli Ahsan Mohammad Mujahidは、2015年11月22日午前12時45分頃、ダッカ中央刑務所で絞首刑に処せられた。2016年12月3日、容疑をかけられていたバングラデシュの解放運動家を拷問の上殺害した人道に対する罪で、有罪判決を受けた財界の大物、Mir Quasem Aliが、カシンプール刑務所で絞首刑に処された。

## パキスタンの見解
戦後にパキスタン政府によって設立されたハモドゥール・ラフマン委員会は、パキスタン軍が行ったさまざまな残虐行為に言及した。地方での広範囲にわたる放火や殺戮、知識人や専門家の殺害、反乱を装ってのベンガル軍の将校や兵士の殺害、ベンガル人の非戦闘員、ビジネスマンや実業家の殺害、意図的な復讐行為としての多数のベンガル人女性のレイプ、報復や拷問、マイノリティのベンガル人ヒンドゥー教徒の意図的な殺戮、集団墓地の設置などである。ハモドゥール・ラフマン委員会は、「無差別殺人と略奪は、パキスタンにとっての敵方に貢献することにしかならなかった。その残虐性ゆえに、東パキスタンのサイレント・マジョリティの支持を失った……クミッラ・カントンメントの大虐殺（1971年3月27日、28日）は、野戦軍53連隊長ヤクブ・マリク中将の命令によるもので、ベンガル人将校17人と兵士915人が将校の指先一本で殺された。この例を挙げるだけでも十分であろう」と報告した。委員会の報告書と調査結果は、パキスタン政府によって30年以上も握り潰されていたが、2000年にインドとパキスタンのメディアにリークされた。しかし、委員会が発表した26,000人という低い死者数は、戦争の悲惨さをごまかそうとしていると批判された。

1971年の戦争で従軍した西パキスタン軍の元将校たちが、自軍による大規模な残虐行為を認める一方で、パキスタン政府は、1971年のバングラデシュ独立戦争においてパキスタンによるバングラデシュ（東パキスタン）統治下でジェノサイドが行われたことを否定し続けている。典型的なやりかたとしては、ジェノサイドを報道したパキスタン人記者（アンソニー・マスカレーニャスなど）を「敵の手先」として非難した。イサカ・カレッジの政治学教授であるドナルド・W・ビーチラーは「パキスタン政府は、ジェノサイドが行われたことを明確に否定した。大量殺戮をジェノサイドとみなしたり、パキスタン政府を非難・制止したりすることを拒否したアメリカ政府と中国政府もまた、パキスタン政府と同様の考えであることを暗に示した」と述べている。同様に、大量虐殺に加担した戦争犯罪人への判決に抗議する2013年のシャーバッグ・プロテストを受けて、イギリス人ジャーナリストのフィリップ・ヘンシャーは次のように書いている。
このジェノサイドは、欧米ではまだほとんど知られていない。それどころか、党派心露わな政治家や操作的な歴史家の間では、衝撃的なレベルで否定がなされている。
先述のように、1974年のデリー協定でバングラデシュはパキスタンに対し、195人の軍人を戦争犯罪、人道に対する罪、ジェノサイドの罪で国際法の関連規定に基づいて起訴するよう求めた。パキスタン側は、「犯された可能性のあるいかなる犯罪についても、深く遺憾に思う」と回答した。しかしパキスタンは、バングラデシュが求めていた自国内での容疑者たちへの責任追及を行わなかった。このようなパキスタンの姿勢は、1974年にズルフィカール・アリー・ブットーが1971年の件について「遺憾の意」を表明するにとどまった際にも、2002年にパキスタンのパルヴェーズ・ムシャラフ大統領が1971年の「行き過ぎ」についてやはり遺憾の意を表明した際にも、繰り返された。現在でもこれらの戦争犯罪人を再度引き渡すようパキスタンに求める運動が行われている。
1971年の親パキスタン派民兵の協力者のうち、生き残った者を起訴するために、バングラデシュが2009年に設置したバングラデシュ国際犯罪法廷は、パキスタンの政界や軍部から強い批判を受けている。2015年11月30日、ナワーズ・シャリーフ首相率いるパキスタン政府はそれまでの立場を後退させ、バングラデシュでの残虐行為においてパキスタンが果たしたいかなる役割をも否定すると述べた。また、バングラデシュ高等弁務官代理を召喚してパキスタン外務省が出した声明では、「パキスタンはまた、犯罪や戦争残虐行為へ加担したという当て付けに対してはこれを却下した。これ以上、真実から離れることはできない」と述べた。この声明はパキスタンでジェノサイドを否定する傾向が強まったことを示すものであり、この傾向はインドの学者サルミラ・ボースが独立派のムクティ・バヒニによる戦争犯罪を非難したことによってさらに加速した。ボースは、ベンガル人がビハール人に対して行った戦争犯罪についてバングラデシュ国内でなされている否定の方がより強い、と主張している。
パキスタンの市民社会では、著名なジャーナリストのハミッド・ミール、人権活動家のアスマ・ジャハンギル、元パキスタン空軍長官のアスガー・カーン、文化活動家のサリマ・ハシュミ、防衛アナリストのムハンマド・アリ・イーサンなど、多くの人々がバングラデシュへの無条件の謝罪とジェノサイドの認識を求めている。アスマ・ジャハンギルは、残虐行為を調査するための独立した国連調査団の設置を求めている。またジャハンギルは、パキスタンがジェノサイドの事実を認めようとしないのは、パキスタン軍が外交政策において大きな影響力を持っているからだと述べ、1971年の大虐殺についての終結の必要性を訴えた。パキスタンの歴史家であるヤクーブ・カーン・バンガシュは、バングラデシュ独立放戦争におけるパキスタン軍の行動を「凶行」と表現した。

## バングラデシュ大虐殺を題材にした作品
- Stop Genocide（1971年のドキュメンタリー映画）[228][229]
- Major Khaled's war（1971年のドキュメンタリー映画）[230][231]
- Nine Months to Freedom: The Story of Bangladesh（1972年のドキュメンタリー映画）[232][233]
- Children of War（1971年のバングラデシュ大虐殺の残虐行為を描いた映画）
- Merciless Mayhem: The Bangladesh Genocide Through Pakistani Eyes（2018年のテレビ映画）[234][235]